# Kresy (Brynica Sucha)
Kresy – przysiółek wsi Brynica Sucha w Polsce położona w województwie świętokrzyskim, w powiecie jędrzejowskim, w gminie Jędrzejów.
W latach 1975–1998 przysiółek administracyjnie należał do województwa kieleckiego.